# Vuur uit de Hemel
Vuur uit de Hemel is het vijfde deel van de fantasy-serie Het Rad des Tijds, geschreven door Robert Jordan. Deze serie gaat over vijf jonge mensen uit het vredige dorp Emondsveld die het middelpunt worden van een vernietigende reeks gebeurtenissen die de wereld veranderen. De oorspronkelijke titel van het boek is 'The Fires from Heaven', en het werd uitgegeven in 1993.

## Samenvatting van het boek
Terwijl de Verzakers complotten smeden tegen de Herrezen Draak, verzamelt Rhand Altor de Aielstammen in Rhuidean. Nadat de voormalige ‘heilige’ stad aangevallen wordt door Duisterhonden komt het bericht binnen dat de afvallige Shaido stam naar de landen achter de Rug van de Wereld optrekt. Rhand besluit niet langer te wachten totdat alle stammen zich bij hem aangesloten hebben en zet de achtervolging in. Ondertussen bespioneert de wijze in opleiding, Aviendha, Rhand steeds openlijker namens de Aielwijzen. Tijdens een confrontatie tussen hen twee vlucht de Aviendha weg door een zelfgemaakte Poort. Rhand snelt haar achterna en ze belanden in Seanchan, waar Aviendha weigert om nog langer voor Rhand te vluchten en zich aan hem geeft.
De Amyrlin Zetel, Siuan Sanche en haar Hoedster Leane worden in een bloederige slag door Elaida Sedai afgezet en gesust. Toch blijven sommigen hen steunen. Maar Elaida is de nieuwe Amyrlin geworden en duldt geen tegenspraak. De rebellen vluchten weg uit Tar Valon. De Aes Sedai zijn verdeeld, de Witte Toren is gebroken.
Siuan en Leane weten echter net voor hun dood te ontsnappen. Ze nemen Min en Logain mee tijdens hun vlucht uit de Witte Toren. Ze komen in aanvaring met de uit Caemlin verbannen Garet Brin. Logain vlucht weg en steekt daarbij een schuur in brand. De vrouwen kunnen niet ontkomen en beloven voor Brin te werken in ruil dat hij alles betaalt. Siuan breekt echter haar belofte om voort te trekken naar het kamp van de rebellen in Salidar. Brin achtervolgt hen tot in Salidar en wordt daar gevraagd om het leger tegen de Witte Toren te leiden.
Ondertussen zijn Nynaeve en Elayne in een klein dorpje in Amadicia beland. Daar worden ze gevangengenomen door een helpster van de Witte Toren. Thom Merrilin en Juilin Sandar redden hen, waarna het groepje zich bij het reizende Beestenspul van Valan Luca voegt. In Tel'aran'rhiod, de Wereld der Dromen, ontdekt Nynaeve vervolgens dat Elaida Sedai de nieuwe Amyrlin Zetel is, en dat de Aes Sedai rebellen zich in Salidar verzamelen. Tijdens een hierop volgende confrontatie met de Verzaker Moghedien redt de legendarische Birgitte haar leven. De Verzaker weet Birgitte echter uit de Droomwereld te gooien. Ze belandt in het Beestenspul. Nynaeve blijkt niet in staat om haar te helen en Elayne bindt haar vervolgens als haar Zwaardhand. Later heeft Nynaeve in het roerige Samara achtereenvolgens ontmoetingen met de Shienaraanse soldaat Uno, de Profeet Masema en Galad, die ondertussen lid is geworden van de Kinderen van het Licht. Daarna reizen ze per schip verder naar Salidar en sluiten zich aan bij Sheriam.
Rhands Aielleger arriveert bij de door de Shaido Aiel belegerde stad Cairhien. Hier gebruikt hij Marts kennis om de slag voor te bereiden. Nadat Mart boos het leger verlaat, belandt hij midden in de slag en doorziet hij direct de gevaren. Hij neemt als vanzelfsprekend de leiding over een legereenheid op zich en doodt persoonlijk de Shaidoleider Couladin. Ondertussen wordt de uitkijktoren waarop Rhand, Aviendha en Egwene zich bevinden aangevallen en verwoest door de Verzaker Sammael. Desondanks wordt de slag gewonnen, en vluchten de Shaido naar het noorden. Terwijl Rhand orde op zaken stelt in Cairhien, wordt Mart de leider van de Bond van de Rode Hand, met als taak de grenzen van Cairhien te verdedigen. 
De Verzaker Rahvin heeft onder de schuilnaam Gaebril, Caemlin en haar koningin Morgase Trakand in zijn macht. Morgase weet echter samen met Basel Gil, Lini en Tallanvor te ontsnappen. Hierop verspreidt er zich een gerucht dat Gaebril Morgase heeft gedood. Rhand verneemt dit valse gerucht en zint op wraak. Maar voor zijn vertrek naar Caemlin leidt Moraine Sedai hem naar de haven. Daar ze worden geconfronteerd met Lanfir. Rhand kan de Verzaker niet doden, waarna Moiraine haar in de Ter'angreaal van Rhuidean duwt. Tezamen verdwijnen ze waarna haar zwaardhand Lan vertrekt op zoek naar zijn nieuwe Aes Sedai. Rhand leest de brief die Moiraine hem eerder gegeven had. Hieruit blijkt dat zij geweten had wat er die dag zou gaan gebeuren. Ten slotte opent Rhand een Poort naar Caemlin en betreedt de stad.
Het komt tot een gevecht tussen Rhand en Rahvin dat hen naar de Dromenwereld voert.
Ondertussen weet Nynaeve Moghedien in de Tel'aran'rhiod te vangen door middel van een A'dam waarna ze Rhand te hulp schiet. Mede hierdoor weet Rhand Rahvin te doden door middel van Lotsvuur.
Het Oog van de Wereld · De Grote Jacht · De Herrezen Draak · De Komst van de Schaduw · Vuur uit de Hemel · Heer van Chaos · Een Kroon van Zwaarden · Het Pad der Dolken · Hart van de Winter · Viersprong van de Schemer · Mes van Dromen · De Naderende Storm · De Torens van Middernacht · Het Licht van Weleer — 
Prequel: Een Nieuw Begin